# Xavier Bray
Xavier Bray (ur. 1972) – historyk i kurator sztuki brytyjskiej i francuskiej narodowości, specjalista w zakresie sztuki XVII i XVIII wieku i hiszpańskiego Złotego Wieku.
Rozpoczął swoją karierę zawodową w 1998 jako kurator w National Gallery w Londynie, następnie pracował w Muzeum Sztuk Pięknych w Bilbao. W 2002 wrócił do National Gallery jako dyrektor działu sztuki hiszpańskiej. W 2011 został głównym kuratorem w Dulwich Picture Gallery, współpracował także z domem aukcyjnym Sotheby’s. Od 2016 jest kuratorem The Wallace Collection. 

## Publikacje
- (2004) – El Greco (National Gallery of London)
- (2006) – Velázquez (National Gallery of London)
- (2007) – Inspiring Impressionism: The Impressionists and the Art of the Past (Denver Art Museum)
- (2013) – Murillo: at Dulwich Picture Gallery
- (2015) – Goya: The Portraits